# Jubilee (Musical)
Jubilee ist ein Musical mit der Musik von Cole Porter, das Buch stammt von Moss Hart. Die Uraufführung fand am 12. Oktober 1935 im Imperial Theatre in New York statt. In einer Nebenrolle war der 14-jährige Montgomery Clift zu sehen.

## Handlung
Romantisches Musical um eine europäische Königsfamilie, die angesichts einer drohenden Revolution untertaucht, um nun ihren Träumen und Sehnsüchten nachzugehen, was hier vor allem heißt: neue Freund- und Liebschaften außerhalb der eigenen gesellschaftlichen Kreise zu finden.
Als sich herausstellt, dass der Umsturzversuch lediglich ein Scherz war, kehren sie mit ihrem neuen Freundeskreis auf den Thron zurück.

## Bekannte Musiknummern
- Begin the Beguine
- Why Shouldn’t I?
- Just One of Those Things